# Sztankahermány
Sztankahermány (szlovákul: Hermanovce) község Szlovákiában, az Eperjesi kerület Eperjesi járásában.

## Fekvése
Eperjestől 18 km-re északnyugatra, a Kis-Szinye és a Nagy-Szinye-patak között található.

## Története
A község területe már a bronzkorban lakott volt, a hallstatti kultúra települése állt itt, ahol számos bronzlelet került elő. Később a római korban szintén lakott volt, de település állt itt a 11.-12. században is.
A mai település eredetileg két falu volt, melyek közül Nagyhermányt a 13. században nemesi betelepítéssel, Felsőhermányt pedig a német jog alapján alapították. 1320-ban „villa Hermani Superior et Inferior” néven említik először a szinyei uradalom területén. 1372-ben „Nogherman”-ként említik, ekkor Nagyhermányt megvásárolta a Sebessy család. 1389-ben „Felseuherman” néven szerepel írott forrásokban. 1426-ban Felsőhermányt a Semsey család vásárolta meg. 1427-ben 42 portája adózott. Templomát és Miklós nevű plébánosát már 1438-ban említik. A 18. századig két külön település volt. A 18. században a Péchy család birtokában állt. 1787-ben 77 házában 564 lakos élt.
A 18. század végén Vályi András így ír róla: „HERMÁN. Hermanovce. Tót falu Sáros Várm. földes Ura Péchy Uraság, lakosai katolikusok, fekszik Bertholdhoz fél mértföldnyire, ’s az Uraságnak kastéllyával ékes, földgye nehéz mivelésű, de ha az meg adatik termékeny, réttye, legelője elég, fája is tűzre van, piatzozása sints meszsze.”
A 19. században főbb birtokosai a Semsey, Csirke, Sinka, Berthóty, Forgách, Usz, Sztankay és Révész  családok voltak. 1828-ban 88 házát 656-an lakták, akik mezőgazdasággal, állattartással, juhtenyésztéssel, vászonszövéssel foglalkoztak.
Fényes Elek 1851-ben kiadott geográfiai szótárában így ír a faluról: „Hermány, tót falu, Sáros vmegyében, ut. p. Bertóthoz éjszakra 1/4 órányira: 639 kath., 1 evang. lak. Kath. paroch. templom. Termékeny jó határ. Erdő. F. u. Péchy László örökösei.”
1920 előtt Sáros vármegye Kisszebeni járásához tartozott.

## Népessége
| Év:            | 1994. | 2004.    | 2014.    | 2024.   |
| -------------- | ----- | -------- | -------- | ------- |
| Emberek száma: | 1359  | 1539     | 1879     | 1738    |
| Eltérés:       |       | +13,24 % | +22,09 % | -7,50 % |

| Év:            | 2023. | 2024.   |
| -------------- | ----- | ------- |
| Emberek száma: | 1704  | 1738    |
| Eltérés:       |       | +1,99 % |

1910-ben 668, túlnyomórészt szlovák lakosa volt.
2001-ben 1467 lakosából 1148 szlovák és 313 cigány volt.
2011-ben 1862 lakosából 1424 szlovák és 26 cigány.

## Nevezetességei

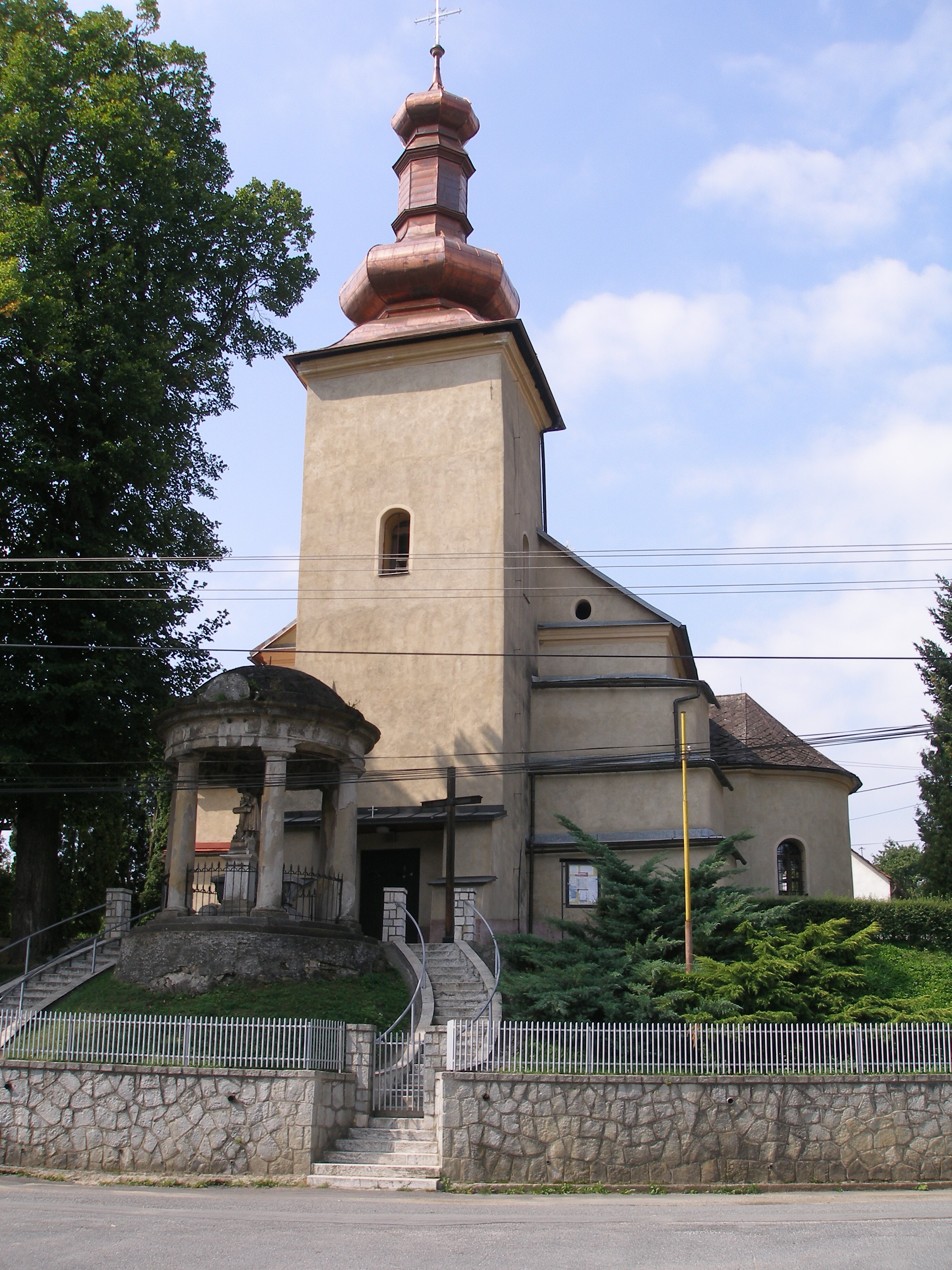
A templom
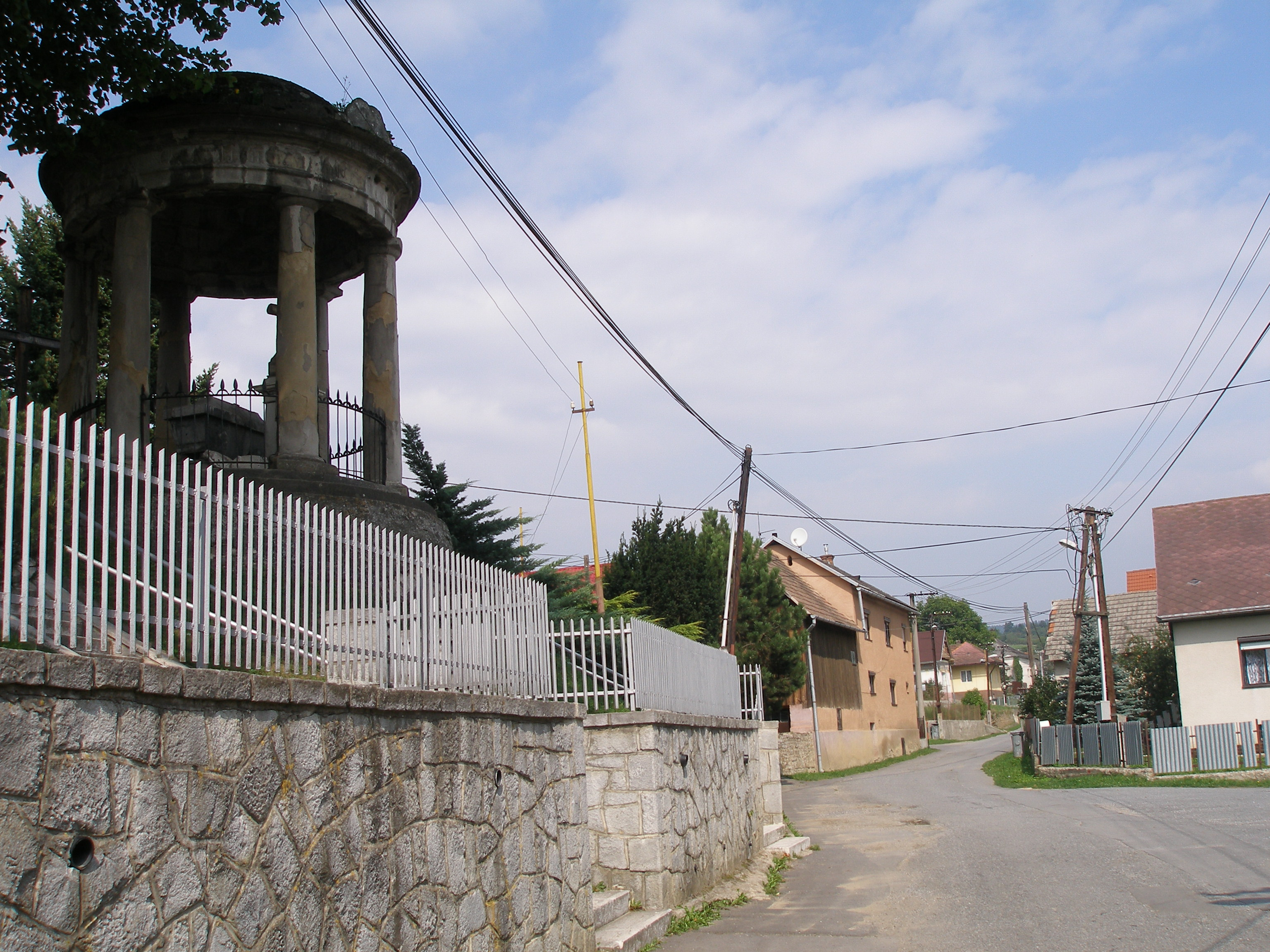
Utcarészlet

- Árpádházi Szent Erzsébet tiszteletére szentelt római katolikus temploma 1650-ben épült barokk stílusban, a korábbi 1438-ban már említett gótikus templom átépítésével. Eredeti gótikus szárnyas főoltára van, mely a falu legrégibb műemléke. Oldalkápolnája 1840-ben épült Péchy Ferenc és felesége adományából. Gótikus Madonna, Szent Dorottya és Szent Borbála szobrokkal rendelkezik.
- Kúria a 18. század végéről.
- Klasszicista kastély a 19. század első harmadából.
- Régi sírkövek a temetőben a 18.-19. századból.